# Reitsum
Reitsum (Friese uitspraak: [’ra.i ̯tsm]) is een dorp in de gemeente Noardeast-Fryslân, in de Nederlandse provincie Friesland. Reitsum ligt ten westen van Dokkum, tussen Lichtaard en Genum. Het dorp ligt aan beide kanten van de Flieterpsterdyk en maakt deel uit van de zogenaamde Vlieterpen. In 2023 telde het dorp Reitsum 135 inwoners.

## Geschiedenis
Het dorp is ontstaan op een terp die al enkele eeuwen voor de christelijk jaartelling werd bewoond. De oudste vermelding is vermoedelijk in de 9e eeuw toen Reitsum als Richeim werd vermeld. In 944 werd het dorp vermeld als Reishem. In 1314 als Reisim, in 1465 als Reysem en in 1511 als Reysim en Resum.
De naam duidt waarschijnlijk op een woonplaats (heem/um) bewoond door de persoon Ric, Ritse of Reitse. Een anderen mogelijke betekenis is het Oudfries rikja dat machtig betekent. 
Tot 2019 lag Reitsum in de  gemeente Ferwerderadeel, waar het lange tijd het kleinste dorp van de gemeente was. De andere Vlieterpen waren weliswaar niet veel groter, maar Reitsum bleef toch achterop, met een tiental inwoners minder. Het inwonertal schommelde lange tijd tussen de 60 en de 70.
Reitsum was een klein dorp met een kerk en een pastorie, waar wat boerderijen omheen lagen. Bij de volkstelling van 1830 werd er een timmerman en een schoenmaker geregistreerd.

## Kerken

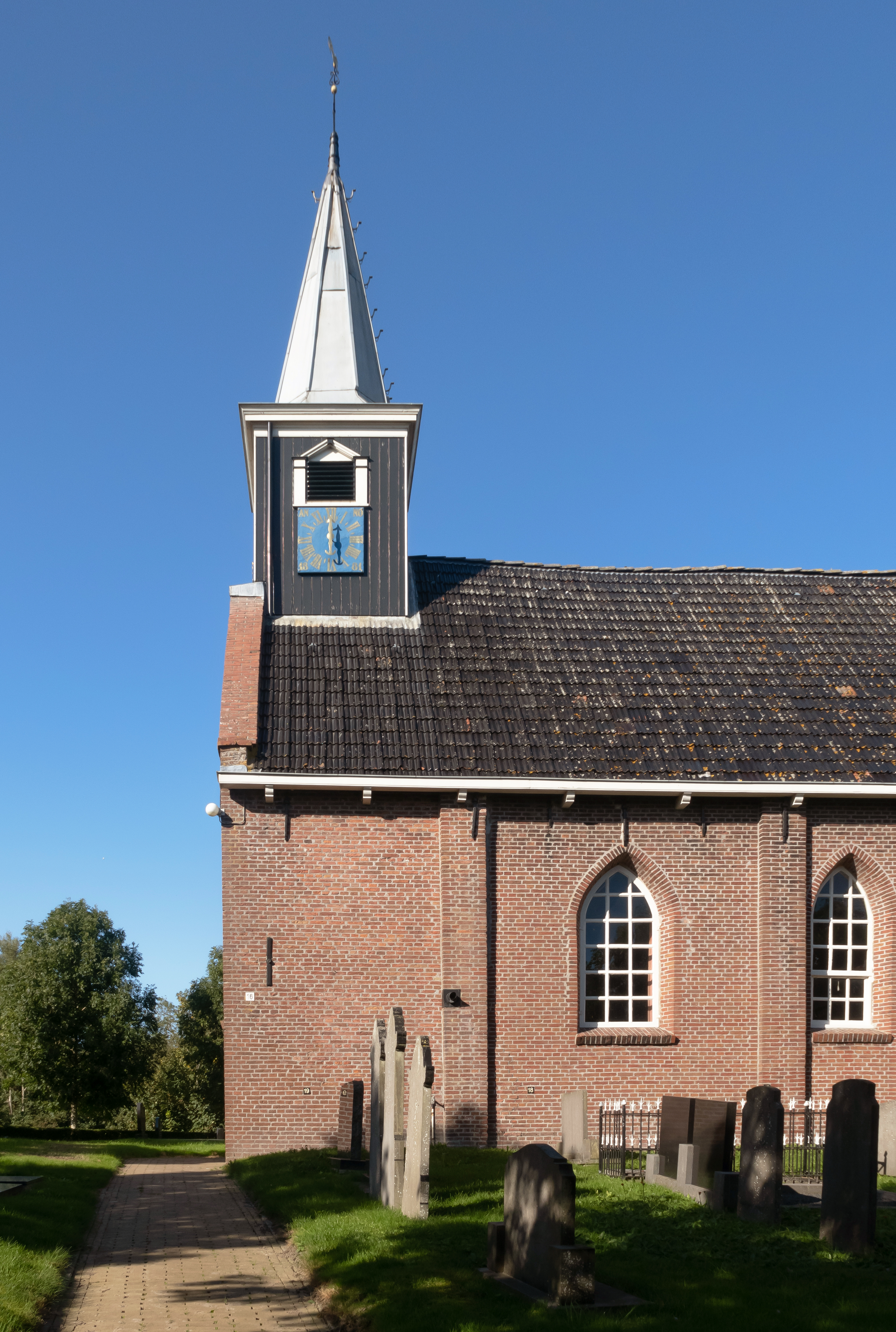
Hervormde kerk

Het dorp heeft een Hervormde kerk die dateert uit 1738. Deze driezijdig gesloten zaalkerk kreeg in 1874 een geveltoren en in 1881 een noordelijke aanbouw. Voor de Reformatie werd Reitsum bediend door het klooster Mariëngaarde bij Hallum.
Bij de uitbreiding van het dorp is aan de noordzijde van de kerk een stuk aangebouwd. Dit had te maken met het feit dat de preken van dominee J.J.A. Ploos van Amstel nogal wat toehoorders trokken. Reitsum is wellicht de enige plaats met een slot op de preekstoel. Dat is er tijdens de Doleantie (1886) opgezet. Ploos van Amstel was een Friese voorman van de Doleantie. Hij preekte rustig door, hoewel de dominees van de ring Holwerd waren opgedragen om op zondag in Reitsum te preken. Het gebeurde dan wel dat Ploos al op de preekstoel stond als de ringdominee arriveerde. Om dit te voorkomen werd een slot op de preekstoel gezet. De ringdominee had de sleutel bij zich.
Het dorp had ook een Gereformeerde kerk. Deze dateert uit 1896 en werd in 1981 gesloten als kerk. Later is het een dorpshuis geworden.

## Stania state
Tegen Lichtaard aan ligt de boerderij Staniahûs. In de 15e eeuw stond hier de stins Stania State. De Stania's hadden veel invloed. Van een van hen, Abbe Stania, wordt gedacht dat hij grietman van Ferwerderadeel is geweest. Zijn zoon Jeppe trouwde met Margaret Heemstra in Oenkerk. Het paar liet daar een Stania State bouwen. In 1544 is het geslacht Stania uitgestorven.

## Sport
De jeugdafdeling van de korfbalvereniging ckv NQL speelt op het sportterrein van Reitsum. Verder is er in het dorp onder meer de kaatsvereniging Nea Kwea.

## Cultuur
In Reitsum ligt het gezamenlijke dorpshuis van de Vlieterpen, met naam de Fjouwer. Veel verenigingen bedienen alle vier de dorpen van de Vlieterpen, zoals de toneelvereniging blau moandei en zangvereniging God is mijn lied.

## Onderwijs
In het dorp Reitsum staat de basisschool van de Vlieterpen, De Flieterpen, een fusie school van 1956.

## Geboren in Reitsum
- Reinier Marinus van Reenen (1908-1968), burgemeester